# 5 أبريل
- السبت
- الأحد
- الاثنين
- الثلاثاء
- الأربعاء
- الخميس
- الجمعة

- 2929 رمضان 1446  هـ
- 301 شوال 1446  هـ
- 312 شوال 1446  هـ
- 13 شوال 1446  هـ
- 24 شوال 1446  هـ
- 35 شوال 1446  هـ
- 46 شوال 1446  هـ
- 57 شوال 1446  هـ
- 68 شوال 1446  هـ
- 79 شوال 1446  هـ
- 810 شوال 1446  هـ
- 911 شوال 1446  هـ
- 1012 شوال 1446  هـ
- 1113 شوال 1446  هـ
- 1214 شوال 1446  هـ
- 1315 شوال 1446  هـ
- 1416 شوال 1446  هـ
- 1517 شوال 1446  هـ
- 1618 شوال 1446  هـ
- 1719 شوال 1446  هـ
- 1820 شوال 1446  هـ
- 1921 شوال 1446  هـ
- 2022 شوال 1446  هـ
- 2123 شوال 1446  هـ
- 2224 شوال 1446  هـ
- 2325 شوال 1446  هـ
- 2426 شوال 1446  هـ
- 2527 شوال 1446  هـ
- 2628 شوال 1446  هـ
- 2729 شوال 1446  هـ
- 2830 شوال 1446  هـ
- 291 ذو القعدة 1446  هـ
- 302 ذو القعدة 1446  هـ
- 13 ذو القعدة 1446  هـ
- 24 ذو القعدة 1446  هـ

5 أبريل أو 5 نيسان أو يوم 5 \ 4 (اليوم الخامس من الشهر الرابع) هو اليوم الخامس والتسعون (95) من السنة البسيطة، أو اليوم السادس والتسعون (96) من السنوات الكبيسة وفقًا للتقويم الميلادي الغربي (الغريغوري). يبقى بعده 270 يومًا لانتهاء السنة.

## أحداث
- 823 ـ البابا باسكال الأول يتوج لوثر الأول ملكًا على إيطاليا.
- 1081 ـ تتويج ألكسيوس الأول كومنينوس على عرش الإمبراطورية البيزنطية في القسطنطينية، ليكون أول الأباطرة الكومنينيين.
- 1799 - الجنرال كليبر وقائد المماليك مراد بك يعقدان اتفاق مصالحة في الصعيد.
- 1822 - إبعاد عمر مكرم عن القاهرة إلى طنطا بأمر من محمد علي باشا.
- 1955 - رئيس وزراء المملكة المتحدة ونستون تشرشل يستقيل من منصبه، وأنطوني إيدن يتولى رئاسة الوزراء خلفًا له.
- 1973 - إطلاق المسبار الفضائي بيونير 11.
- 1980 - السلطات العراقية تخرج الأكراد الفيليين من العراق.
- 1984 - لانسانا كونتي يتولى رئاسة غينيا.
- 1988 - اختطاف طائرة الخطوط الجوية الكويتية «الجابرية» أثناء رحلتها من تايلاند إلى الكويت، ودامت عملية الاختطاف 16 يومًا قتل خلالها مواطنان كويتيان وألقيت جثتاهما من الطائرة.
- 1999 - ليبيا تسلم اثنين من مواطنيها للقضاء الدولي استعدادًا لمحاكمتهما بسبب الاشتباه بتسببهما بتفجير طائرة بان أم الأمريكية فوق لوكربي عام 1988.
- 2007 - الإفراج عن 15 جنديًا بريطانيًا كانوا محتجزين في إيران.
- 2014 -
  - العلماء يكتشفون أنَّ أحد أقمار زُحل، وهو إنسيلادوس يتمتَّع بمحيطٍ من المياه السائلة أسفل سطحه المُتجمد.
  - إجراء الانتخابات الرئاسية الأفغانية والتي وصفت بأنها تاريخية.
- 2016 - استقالة رئيس الوزراء الآيسلندي سيغموندور غونلاوغسون بعد تسريب وثائق بنما.

## مواليد
- 1588 - توماس هوبز، فيلسوف وعالم رياضيات إنجليزي.
- 1684 - الإمبراطورة كاثرين الأولى، إمبراطورة روسيا السادسة في الإمبراطورية الروسية.
- 1827 - جوزف ليستر، طبيب بريطاني.
- 1832 - جول فاري، سياسي فرنسي.
- 1908 - بيت ديفيس، ممثلة أمريكية.
- 1929 - إيفار جيفيير، عالم فيزياء نرويجي حاصل على جائزة نوبل في الفيزياء عام 1973.
- 1938 - إيمان، ممثلة مصرية.
- 1942 - ملحم بركات، مغني وملحن لبناني.
- 1946 -
  - حلمي محمد القاعود، أديب وكاتب وأكاديمي مصري.
  - جين آشر، ممثلة إنجليزية.
- 1947 - غلوريا ماكاباغال أرويو، رئيسة الفلبين.
- 1972 - جونكو تاكيوتشي، ممثلة أداء صوتي يابانية.
- 1976 -
  - سيموني إنزاغي، لاعب كرة قدم إيطالي.
  - فيرناندو موريانتس، لاعب كرة قدم إسباني.
- 1979 - تيمو هيلدبراند، حارس مرمى كرة قدم ألماني.
- 1982 - توماس هيتزلسبيرغر، لاعب كرة قدم ألماني.
- 1955 - أكيرا توريما رسام ومانغاكا ياباني
- 1986 - نيكولاس خوري، إعلامي أردني.
- 1991 - دنيز بايسال، ممثلة تركية.
- 1997 -
  - بورخا مايورال، لاعب كرة قدم إسباني.
  - لمى الكناني، ممثلة سعودية.

## وفيات
- 1697 - الملك كارل الحادي عشر، ملك السويد.
- 1886 - جعفر الخرسان، شاعر وناثر عثماني عراقي.
- 1935 - إدموند جوجون، شاعر فرنسي.
- 1964 - دوغلاس ماكارثر، جنرال أمريكي.
- 1967 - هرمان مولر، طبيب أمريكي حاصل على جائزة نوبل في الطب عام 1946.
- 1968 - أميرة أمير، ممثلة مصرية.
- 1975 - شيانج كاي شيك، رئيس تايوان.
- 1976 - هوارد هيوز، طيار ومنتج أفلام سينمائية أمريكي.
- 1987 - نعمان عاشور، كاتب مصري.
- 1989 - نسيب أبو شقرا، ضابط شرطة وصحفي لبناني.
- 1999 - عبد الرزاق البصير، أديب كويتي.
- 2005 - سول بيلو، أديب أمريكي حاصل على جائزة نوبل في الأدب عام 1976.
- 2006 - عبد السلام العجيلي، طبيب ونائب ووزير وأديب سوري.
- 2008 - شارلتون هيستون، ممثل أمريكي.
- 2011 - باروخ بلومبرغ، طبيب أمريكي حاصل على جائزة نوبل في الطب عام 1976.
- 2012 - بينجو وا موثاريكا، رئيس مالاوي.
- 2017 - الطاهر أحمد مكي، أكاديمي وباحث وناقد ومترجم مصري.
- 2021 -
  - الحاجة الحمداوية، مغنية مغربية.
  - عز الدين المناصرة، شاعر وناقد ومفكر وأكاديمي فلسطيني.

## أعياد ومناسبات
- يوم الطفل الفلسطيني.
- يوم الشجرة في كوريا الجنوبية.
- مهرجان تشينغ مينغ في التقويم الصيني.

## وصلات خارجية
- وكالة الأنباء القطريَّة: حدث في مثل هذا اليوم.
- النيويورك تايمز: حدث في مثل هذا اليوم.
- BBC: حدث في مثل هذا اليوم.